# NGC 7213
NGC 7213 في الفهرس العام الجديد، هي مجرة، تقع في كوكبة الكركي. اكتشفت في 30 سبتمبر 1834 بواسطة جون هيرشل.

## روابط خارجية
- NGC 7213 على موقع ويكي سكاي: DSS2, SDSS, GALEX, IRAS, Hydrogen α, X-Ray, Astrophoto, Sky Map, Articles and images